# Taleporia improvisella
Taleporia improvisella är en fjärilsart som beskrevs av Otto Staudinger 1859. Taleporia improvisella ingår i släktet Taleporia och familjen säckspinnare. Inga underarter finns listade i Catalogue of Life.